# Kidwellite
La kidwellite è un minerale.